# Dornier Do 216
Die Dornier Do 216 war ein projektiertes militärisches Großflugboot der Dornier-Werke.
Entworfen wurde das Flugzeug, als die Arbeiten an der zivilen Dornier Do 214 eingestellt werden mussten. Die Do 216 war eine militärische Weiterentwicklung der Do 214. Das Flugzeug entsprach im Aufbau der Do 214, war jedoch kleiner und sollte von nur vier Junkers Jumo 222 mit jeweils 2500 PS bzw. als Alternative von sechs Daimler-Benz DB 603 mit jeweils 1750 PS angetrieben werden. Diese sollten an jeder Tragfläche auf je einen Zug- und einen Druckpropeller (Junkers) oder aber auf jeweils zwei Zug- und einen Druckpropeller (Daimler-Benz) wirken. Der Rumpf sollte nur noch einstöckig und mit verglasten Abwehrständen versehen sein. Die Besatzung sollte aus zehn Mann bestehen. Davon waren sieben Mann für die drei hinteren, zwei oberen sowie die beiden vorderen Abwehrstände vorgesehen.
Das Reichsluftfahrtministerium lehnte den Entwurf aufgrund fehlenden Bedarfs ab.

## Technische Daten
| Kenngröße             | Daten                                                                                                |
| --------------------- | --- |
| Besatzung             | 10                                                                                                   |
| Spannweite            | 48,0 m                                                                                               |
| Länge                 | 42,0 m                                                                                               |
| Höhe                  | 7,9 m                                                                                                |
| Flügelfläche          | 310 m²                                                                                               |
| Leermasse             | 40.000 kg                                                                                            |
| max. Startmasse       | 71.300 kg                                                                                            |
| Antrieb               | vier Junkers Jumo 222, je 2.500 PS (1.839 kW) oder sechs Daimler-Benz DB 603, je 1.750 PS (1.287 kW) |
| Höchstgeschwindigkeit | 445 km/h                                                                                             |
| Dienstgipfelhöhe      | 7.500 m                                                                                              |
| Reichweite            | 4.100 km                                                                                             |
| Bewaffnung            | 5 × MG 151Z, 1 × Drilling MG 131                                                                     |